# Gonçalo Portocarrero de Almada

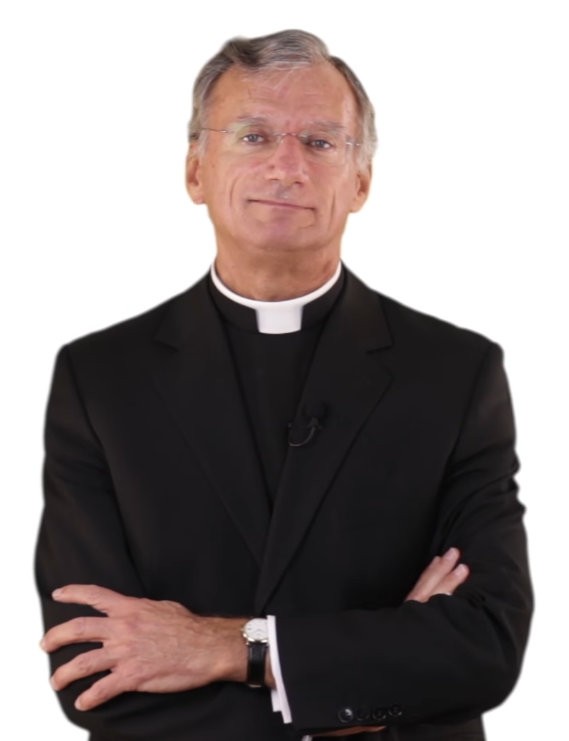
Pe. Gonçalo Portocarrero de Almada

Gonçalo Nuno Ary Portocarrero de Almada (Haia, Holanda, 1 de maio de 1958) é um sacerdote católico português.
Licenciado em Direito na Universidade Complutense de Madrid e, posteriormente, doutorado em Filosofia pela Pontifícia Universidade da Santa Cruz, em Roma. Foi ordenado sacerdote em 1986, tendo exercido desde então o ministério no âmbito da prelatura do Opus Dei.
Portocarrero de Almada escreve regularmente na imprensa periódica, designadamente no Observador.
Filho do Embaixador Carlos Macieira Ary dos Santos (1927–1993) e neto de Alfredo Ary dos Santos (1903–1975) e, por este meio, primo do poeta José Carlos Ary dos Santos. Gonçalo Portocarrero de Almada é representante do título de Visconde de Macieira.